# Finlandia ai Giochi della XVII Olimpiade
La Finlandia partecipò ai Giochi della XVII Olimpiade che si sono svolti a Roma dal 25 agosto all'11 settembre 1960, con una delegazione di 117 atleti impegnati in quattordici discipline per un totale di 92 competizioni. Portabandiera alla cerimonia di apertura fu il campione europeo di salto con l'asta Eeles Landström, alla sua terza Olimpiade.
In questa edizione dei Giochi la squadra finlandese conquistò cinque medaglie: una d'oro, una d'argento e tre di bronzo.

## Medagliere

### Per discipline
| Sport            | Oro | Argento | Bronzo | Totale |
| ---------------- | --- | ------- | ------ | ------ |
| Ginnastica       | 1   | 0       | 0      | 1      |
| Tiro             | 0   | 1       | 0      | 1      |
| Atletica leggera | 0   | 0       | 1      | 1      |
| Canottaggio      | 0   | 0       | 1      | 1      |
| Pugilato         | 0   | 0       | 1      | 1      |
| Totale           | 1   | 1       | 3      | 5      |

### Medaglie
| Medaglia | Atleta                      | Sport            | Evento               |
| -------- | --------------------------- | ---------------- | -------------------- |
| Oro      | Eugen Ekman                 | Ginnastica       | Cavallo con maniglie |
| Argento  | Pentti Linnosvuo            | Tiro             | Pistola 25 metri     |
| Bronzo   | Eeles Landström             | Atletica leggera | Salto con l'asta     |
| Bronzo   | Veli Lehtelä Toimi Pitkänen | Canottaggio      | Due senza maschile   |
| Bronzo   | Jorma Limmonen              | Pugilato         | Pesi piuma           |